# Vasile Spătărelu
Vasile Spătărelu (n. 21 aprilie 1938, Tâmna, județul Mehedinți – d. 24 martie 2005, Galați, înhumat la Iași) a fost un compozitor român, profesor la Universitatea de Arte George Enescu din Iași, creatorul secției Compoziție din cadrul Universității de Arte George Enescu Iași. Compozițiile sale vizează domeniul scenic, simfonic, cameral, coral și vocal.
Vasile Spătărelu a urmat clasele elementare la Școala Madona Dudu apoi ciclul gimnazial la Școala de Muzică din Craiova (1951-1952) și Școala de Muzică din Brașov (1952-1954), specialitatea corn, cu Leopold Guti și Ilie Caloianu, iar cursurile liceale la Școala Specială de Muzică din Timișoara (1954-1957), sub îndrumarea profesorilor Bunea Ștefan (corn), Miron Șoarec (pian), Alma Cornea Ionescu (pian), Vasile Ijac (armonie, contrapunct), Eugen Cuteanu (compoziție), Sanda Faur (teorie și solfegiu).
Continuă pregătirea muzicală la Conservatorul de Muzică Ciprian Porumbescu din București, Facultatea de Compoziție, Muzicologie, Dirijat și Pedagogie, mai întâi la secția Compoziție (1960-1963) cu Ioan D. Chirescu, Victor Iușceanu (Teorie și solfegiu), Ion Dumitrescu (Armonie), Nicolae Buicliu (Contrapunct), Tudor Ciortea (Forme muzicale), Alfred Mendelsohn (Orchestrație), Ion Ghiga și Vinicius Grefiens (Citire de partituri), George Breazul și Zeno Vancea (Istoria muzicii), Tiberiu Alexandru (Folclor), Alexandru Pașcanu (Teoria instrumentelor), Anatol Vieru (Compoziție). A efectuat stagii de documentare la Conservatorul din București (februarie 1967), Polonia (septembrie 1968) și în URSS (noiembrie 1970).
A fost membru al Uniunii Compozitorilor și Muzicologilor din România (din 1967) și membru în Fundația Sigismund Toduță din Cluj-Napoca.
În anul 2002 Vasile Spătărelu a obținut titlul de doctor în muzică la Academia de Muzică Gheorghe Dima din Cluj-Napoca, susținând teza cu tema Meditație la Enescu – un proiect de creație vizând configurarea gândirii muzicale ca sinteză între tradiție și contemporaneitate, conducător științific prof.univ.dr. Valentin Timaru.

### Activitatea de creație
Lieduri

• Pastel, pentru bariton și pian (versuri de George Bacovia), p.a.25 aprilie 1967, Iași, Visarion Huțu, bariton
• Cântec trist, pentru mezzosoprană și pian (versuri de Marina Ionescu), p.a. 14 octombrie 1970, Iași, Maria Jana Stoia, mezzosoprană
• Adolescență, pentru soprană și pian (3 lieduri pe versuri de Nichita Stănescu), 1974, p.a. 16 mai 1975, Iași, Nelly Miricinoiu, soprană și Elise Popovici, pian
• Trei lieduri pentru mezzosoprană și pian (Cântec vechi, versuri de Mihu Dragomir; Inscripție, versuri de Tudor Arghezi; Joc, versuri de Ana Blandiana), 1987
• Moartea lui Guillame Apollinaire pentru bariton și pian (versuri de Tristan Tzara), 1995 p.a. Cluj-Napoca 1997, Gheorghe Roșu, bariton și Iulia Suciu, pian in fr,La mort de Guillaume Apollinaire, lamento pentru bariton și pian (versuri de Tristan Tzara - 1995)
• ''Tatăl nostru'', pentru soprană și pian (versuri de D. Spătaru), p.a. 3 august 1999, Timișoara, Oana Adriana Severin, soprană și Aida Mare, pian
• Vorbește o fată, pentru soprană și pian (versuri de J.W. Goethe), 1999
• Somnoroase păsărele, pentru soprana (tenor) și pian (versuri de Mihai Eminescu), p.a. 2000, Slobozia, Cezar Dima, tenor și Cezara Petrescu, pian
Muzică de cameră
• Sonata pentru pian (1962), p.a. 10 mai 1973, Festivalul Muzicii Românești, Iași, Ediția I, Vasile Tarnavschi, pian
• Rubato pentru pian (1969)
• Melodie pentru pian Rumanische Klavierminiaturen fur Kinder und Sugendliche (1975)
• Meditație la Enescu. Cinci piese pentru pian, p.a. 21 aprilie 1981, București, Adriana Bera, pian
• Sonatina pentru pian (1989) p.a. 16 martie 1991, Iași, Cezara Dumitriu, pian
• Sonata pentru vioară solo, p.a. 22 noiembrie 1965, Iași, Ștefan Lory, vioară
• Contraste pentru vioară și pian (1968) p.a. Iași, Ștefan Lory, vioară și Elise Popovici, pian
• Esențe pentru vioară și pian, p.a. 8 mai 1969 Iași, Ștefan Lory, vioară și Elise Popovici, pian
• Sonatina pentru vioară și pian (1974) p.a. 16 iulie 1975, Piatra Neamț, Ștefan Ruha, vioară și Gabriela Marcovici, pian
• Improvizatione e Tocatta per oboe e piano (1966)
• Cvartet de coarde nr.1 (1961)
• Cvartet de coarde nr.2, p.a. 10 mai 1974, Iași, Cvartetul Voces
• Sonata pentru violoncel și pian, p.a. Iași, 10 iunie 1975, Gheorghe Tănase, violoncel și Steluța Diamand Dumea, pian
• Cvartet de coarde nr. 3, p.a. 9 mai 1982, cvartetul Voces
• E numele tău, pentru soprană, clarinet și pian, p.a. Iași, 11 mai 1998, Ada Burlui, soprană, Ivonne Piedemonte, pian
Muzica simfonică
• Simfonietta (1964) p.a. 23 iunie 1965, Filarmonica Moldova Iași, dirijor Ion Baciu
• Dumbrava minunată – șapte scenete de balet pentru orchestră, p.a. 9 mai 1973, Filarmonica Moldova Iași, dirijor Ion Baciu
• Suita Brevis, p.a. 5 mai 1968, Orchestra Liceului de Artă Octav Băncilă, Iași, dirijor Nicolae Vurpăreanu
• Sonanțe pentru clarinet și orchestră de coarde, p.a. 25 noiembrie 1985, Orchestra de coarde a Conservatorului George Enescu, Iași, Dumitru Sâpcu, clarinet, dirijor Corneliu Calistru
• Pro Memoria – Meditații la Enescu III, pentru coarde, instrumente de suflat de alamă și percuție, p.a. 17 mai 1996, Filarmonica Moldova Iași, dirijor Alexandru Lăscae
• Epitaf – 1989 (partitură revizuită), p.a. 20 septembrie 2002, Filarmonica Moldova, dirijor Alexandru Lăscae
Muzică vocal-simfonică
• Inscripție, cantată pentru mezzosoprană, cor de femei și formație instrumentală (1969), reorchestrată în 1998, versuri de Tudor Arghezi, p.a. 4 mai 1969 Cluj-Napoca, Maria Jana Stoia, mezzosoprană, Musica viva, dirijor Vincente Țușcă, Corul Animosi, dirijor Sabin Păutza
• Pro Patria, poem-cantată (versuri de Dan Verona) p.a. 4 mai 1979, Filarmonia Moldova Iași, dirijor Ion Baciu, dirijor cor Ion Pavalache
• Jertfă, cantată pentru cor și orchestră, p.a. 8 iunie 1984, Filarmonica Moldova Iași, dirijor George Vintilă
• Românie, țară de vis, cantată pentru bariton, cor și orchestră, p.a. 3 mai 1974, Filarmonica Moldova Iași, Visarion Huțu, bariton, dirijor Ion Baciu, dirijor cor Ion Pavalache, Anton Bișoc
• Poema finală (versuri de George Bacovia), cantată pentru bariton, cor de femei și orchestră, p.a. Iasi, Filarmonica Moldova Iași, 9 octombrie 1992, Gheorghe Roșu, bariton, dirijor Gheorghe Costin, dirijor cor Doru Morariu
Coruri
• Peisaj, madrigal pentru cor mixt (versuri de Zaharia Stancu) p.a. 28 martie 1965, Corul Gavriil Musicescu, dirijor Dumitru D. Botez
• Țara mea, cor mixt (versuri Florin Mihai Petrescu), București, 1969
• Suită corală, cor pe voci egale (versuri populare), Suceava, 1969
• Suită corală, cor mixt p.a. 20 aprilie 1971, Cluj-Napoca, Corul Universității Alexandru Ioan Cuza Iași, dirijor Mihail Jora
• Ofrandă, cor mixt (versuri de Otilia Cazimir), Iași, 1971
• Două cântece de leagăn, cor pe voci egale (versuri populare), Iași, 1971
• Suită corală, cor pe voci egale (versuri populare), Suceava, 1972
• Revedere, poem coral (versuri de Mihai Eminescu) p.a. 1972, Corul Gavriil Musicescu, dirijor Ion Pavalache
• Trei colinde profane, București, 1973
• Omagiul lui Picasso, poem coral (versuri de Florin Mihai Petrescu) p.a. 7 mai 1974, Corala Animosi, dirijor Sabin Păutza
• Colindele câmpiei, cor mixt (versuri de Florin Mihai Petrescu), București, 1974
• Un secol de crini, cor mixt (versuri de Horia Zilieru), p.a. 9 mai 1977, Iași, Corul Gavriil Musicescu, dirijor Ion Pavalache
• Crizanteme (versuri de Tiberiu Utan), 1980
• Trei madrigale dramatice, cor mixt (versuri de Tiberiu Utan), p.a. 30 aprilie 1981, Iași, Corul Direcției Regionale C.F.R., dirijor Nicolae Gască
• Tare sunt ocupată, cor pe voci egale (versuri de Ana Blandiana) p.a. 1981, București, Camerata Infantis, dirijor Nicolae Bică
• Ciuleandra, variațiuni pentru soprană și cor mixt (versuri populare), p.a.13 aprilie 1981 Iași, corala Cantores Amicitiae, dirijor Nicolae Gâscă
• Moldova, imn, cor mixt (versuri de C. Vărășcanu), 1982
• Floare albastră, madrigal, cor mixt (versuri de Mihai Eminescu) p.a. 17 iunie 1982 Iași, corala Cantores Amicitiae, dirijor Nicolae Gâscă
• Nouraș cu flori de măr, colind, cor mixt, p.a. 12 ianuarie 1984, Iași, corala Cantores Amicitiae, dirijor Nicolae Gâscă
• Luna roșie, madrigal, cor mixt (versuri de Zaharia Stancu), p.a. 10 iulie 1984, Piatra-Neamț, corala Cantores Amicitiae, dirijor Nicolae Gâscă
• Rondelul florilor de măr, cor pe voci egale (versuri Alexandru Macedonski), p.a.1987 Craiova, Corala Etos, dirijor Eugenia Manole
• A-nflorit o păpădie, cor mixt (versuri Otilia Cazimir), 1983
• Sosit-a ziua cea sfântă, colind, cor mixt (versuri populare), p.a. 1984, Corul Filarmonicii Banatul, Timișoara, dirijor Diodor Nicoară
• Patru colinde pentru copii, cor pe voci egale (versuri populare), 1985
• Dor de Bacovia, poem pentru soprană bariton și cor mixt (versuri Adrian Păunescu), p.a. 1985, Iași, Corul Școlii Generale Nr.5, dirijor Ilie Hrubaru; varianta cor mixt, p.a. 13 aprilie 1986, corala Cantores Amicitiae, dirijor Nicolae Gâscă
• Diptic coral (Dragostea mea, Fato ce săruți frumos), cor pe voci egale (versuri Grigore Vieru) 1985
• Flori de măr cad la fereastră, colind, cor mixt (versuri populare) p.a. 12 decembrie 1986, corala Cantores Amicitiae, dirijor Nicolae Gâscă
• Tera Matter, madrigal, cor mixt (versuri Ion Brad), p.a. 1988, Bydgoszez, Polonia, Corala Ethos, dirijor Eugenia Manole
• „Stihuri”, poeme pentru cor mixt (versuri de George Lesnea), București, 1988
• Poeme pentru cor mixt (versuri Gelu Naom), p.a. 10 iulie 1988, Piatra-Neamț
• Colinde pentru Alexandru, suită, cor mixt (versuri populare)
• Reverie, soprană și cor mixt (versuri Charles van Lerberge, p.a. Iași 21 mai 1993, Corul Gavriil Musicescu, dirijor Doru Morariu
• Ave Maria, cor mixt, p.a. 24 noiembrie 1995, Vatican, Italia, Concursul Internațional Giovanni Pierluigi da Palestrina, Corala Sursum Corda, Timișoara, dirijor Diodor Nicoară
• Chiot, pentru cor mixt (versuri Mariana Dumitrescu), 1999
• Dăruire, pentru cor mixt, dedicată dirijorului Diodor Nicoară, 4 decembrie 1999, Corul Filarmonicii Banatul, Timișoara, dirijor Diodor Nicoară
• Jertfa laudei. Liturghie psaltică în glasul III, de Florin Bucescu, prelucrare corală la două și trei voci, de Vasile Spătărelu, Iași, 2006 - lucrare publicata postum.
Teatrul muzical
Prețioasele ridicole, adaptare dupa Moliere, p.a. 11 mai 1985, "Vacanțe muzicale", Piatra Neamț, dirijor Corneliu Calistru, regizor Anda Tăbăcaru
Muzică de scenă
• A douăsprezecea noapte de William Shakespeare, Teatrul Național Vasile Alecsandri, Iași, regia Crin Teodorescu (1963-1964)
• Anton Pann de Lucian Blaga, Teatrul Național Vasile Alecsandri, Iași, regia Sorana Coroamă (1965-1966)
• Beket de J. Anouilh, Teatrul Național Vasile Alecsandri, Iași, (1965-1966)
• Nunta din Perugia de Al. Kirițescu, Teatrul Național Vasile Alecsandri, Iași (1967-1969)
• Împărăția Ozanei, pantomimă după Ion Creanga, Opera Română Iași, coregrafia Mihaela Atanasiu (1971-1972)
• Iașii în carnaval de Vasile Alecsandri, Iași, regia Cătălina Buzoianu (1972-1973)
• Patria de K. Milobedzka, Teatrul pentru Copii și Tineret Iași, regia Cătălina Buzoianu (1972-1973)
• Butoiul cu miere de Lev Tolstoi, Teatrul National Vasile Alecsandri, Iași (1972-1973)
• Cantemir, Teatrul Național Vasile Alecsandri, Iași, regia Cătălina Buzoianu (1973-1974)
• Farse medievale de Valentin Silvestru, Teatrul pentru Copii și Tineret, Iași
• Râul, ramul..., poem dramatic, colaj de Val Condurache, Teatrul Național Vasile Alecsandri Iași, dirijor Ion Baciu, regia Marius Zirra (1975-1976)
• Livada cu vișini de P. Cehov, Teatrul Național Vasile Alecsandri, Iași, regia Valeriu Moisescu (1976-1978)
• Cei trei mușchetari de Pierre Jean Valentin, comedie muzicală, Teatrul Tineretului Piatra-Neamț, regia Eduard Covali (1979-1980)
• Cărțile junglei, adaptare de Eduard Covali, Teatrul pentru Copii și Tineret, Iași (1990-1991)
• Faust spectacol pentru actori și marionete, regia Ana Vlădescu și Arnold Landen
• Cei trei mușchetari, comedie muzicală de Pierre Jean Valentin, regia Eduard Covali, ilustrația muzicală Vasile Spătărelu, stagiunea 1979-1980
• Dulcea ipocrizie a bărbatului matur de Tudor Popescu, regia Eduard Covali, ilustrația muzicală Vasile Spătărelu, stagiunea 1979-1980
• Anotimpuri teatrale de Eduard Covali, regia Eduard Covali, muzica și ilustrația muzicală Vasile Spătărelu, stagiunea 1982-1983
• Idolul și Ion Anapoda de G.M. Zamfirescu, regia Eduard Covali, muzica Vasile Spătărelu, stagiunea 1983-1984
• Cartea junglei de Eduard Covali, regia Eduard Covali, muzica Vasile Spătărelu
• Cartea junglei – Iași, Teatrul Luceafărul
• Alba ca Zăbava și cei șapte pitici de Eduard Covali, regia Eduard Covali – Iași, Teatrul Luceafărul

## Activitatea didactică
• pianist acompaniator la Palatul Copiilor și Casa de Cultură a M.A.I.
• corepetitor la clasele de canto și lied (1963-1964)
• preparator disciplina Contrapunct (1964-1965)
• preparator disciplina Contrapunct și Forme Muzicale (1965-1966)
• preparator disciplinele Contrapunct, Forme Muzicale și Orchestrație (1966-1967)
• asistent universitar la disciplinele Contrapunct și Fugă, Forme și analize muzicale (1967-1973), Compoziție (1971-1973),
• lector universitar (1973-1979)
• conferențiar universitar disciplinele Compoziție, Principii de armonie, Aranjamente corale (1979-1991) la Conservatorul George Enescu, Iași
• profesor universitar disciplinele Compoziție, Armonie, Aranjamente corale (1991-2005) la Universitatea de Arte George Enescu, Iași.
A pus bazele secției Compoziție din cadrul Universitații de Arte George Enescu Iași, printre absolvenți numărându-se compozitorii: Cristian Misievici, Viorel Munteanu, Romeo Cozma, Leonard Dumitriu,  ș.a.

## Distincții
- Medalia Meritul Cultural clasa I (12 septembrie 1968) „pentru merite în activitatea muzicală”[1]

• Premiul I la Festivalul și Concursul Național de Poezie și de Creație Muzicală Mihai Eminescu, Iași, 1972 pentru lucrarea corală Revedere
• Premiul pentru creație al U.C.M. din România (1982) pentru Cvartet de coarde nr.3
• Premiul George Enescu al Academiei Române (1983) pentru lucrarea Meditații la Enescu. Cinci piese pentru pian solo
• Titlul de Conferențiar universitar emerit  (1983)
• Premiul Orion – Festivalul Național de Interpretare a Liedului Ionel Perlea Ed. IX 2000, pentru Cinci poeme Tanka
• Premiul U.C.M.R., demeniul muzică corală, 2001
• Ordinul Național Serviciul Credincios în grad de Cavaler, 2002
• Titlul de Membru de Onoare al Filarmonicii Banatul din Timișoara, 2002
• Diplomă de Excelență acordată de Filarmonica Moldova, Iași, 2003
• Diplomă de Excelență acordată de Universitatea de Arte George Enescu, Iași, 2004